# Strada europea E17
La strada europea E17  è un asse viario misto di classe A intermedia Nord-Sud.
Collega la città belga di Anversa a Beaune (Francia).

## Percorso
| E17 ANVERSA-BEAUNE |           |                                       |                                                                   |
| Stato              | Tipologia | Tratto                                | Interconnessioni                                                  |
| Belgio (bandiera)  | A14       | Anversa-confine di Stato presso Menen | E19, E34, E40, E313, E403                                         |
| Francia (bandiera) | A22       | Confine di Stato presso Menen-Lilla   |                                                                   |
| Francia (bandiera) | A1        | Lilla-Arras                           | E15                                                               |
| Francia (bandiera) | A26       | Arras-Châlons-en-Champagne            | E46, E420, in comune con E50 il tratto Reims-Châlons-en-Champagne |
| Francia (bandiera) | N44, N67  | Châlons-en-Champagne-Chaumont         |                                                                   |
| Francia (bandiera) | A5        | Chaumont-Beaune                       | E15, E60, in comune con E21 il tratto Langres-Beaune              |